# Vanaheimr
Nella cosmologia norrena, il Vanaheim o Vanaheimr (in norreno: "regno dei Vani", svedese: Vanheim, danese: Vanaheim, Vanehjem o Vanaland) è uno dei nove mondi della cosmologia norrena, dimora della stirpe divina dei Vani. Il regno è situato ad ovest rispetto ad Asaheim.
Nelle fonti conservate non esiste una vera e propria descrizione del luogo, ma sappiamo che il Vanaheim viene citata da Snorri Sturluson nella Saga degli Ynglingar (o Ynglinga Saga, secondo il nome originale), dove menziona il fiume Tanais (o secondo alcuni identificabile con il fiume Don) che separa la terra in tre parti.
A volte Vanaheimr viene identificato con l'Asia, poiché il fiume Tanakvísl lasciava l'Asia ad ovest e l'Europa ad est.
Il Vanaheim è documentato inoltre nell'Edda poetica, compilata nel XIII secolo a partire da fonti tradizionali precedenti, nell'Edda in prosa e nell'Heimskringla, entrambe scritte nel XIII secolo da Snorri Sturluson. Nell'Edda poetica e nell'Edda in prosa, il Vanaheim viene descritto come il luogo in cui fu allevato il dio Njord.

## Etimologia
Il nome Vanaheimr deriva dall'unione delle parole norrene heimr ossia "casa, dimora" e Vanir ovvero "Vani". L'etimologia di quest'ulitma parola pare che abbia a che fare con il nome della dea dell'amore romana, Venere, e con l'hindi vánaḥ "desiderio", entrambi provenienti dalla radice protoindoeuropea *wenh₁- cioè "amare, sforzarsi, desiderare" (da cui proviene poi l'inglese win ossia "vincere", nel senso di "sforzarsi a fare qualcosa per ottenere qualcos'altro"). Dunque, questo significato ben si adatta alle proprietà dei Vani, caratterizzati da prosperità e piacere.

## Nel mito
Il Vanaheim è menzionato una sola volta nell'Edda poetica, in una strofa del poema delVafthrudnismal. In quest'ultimo, Gagnrad (Odino sotto mentite spoglie) ingaggia un gioco d'astuzia con lo jotun Vafthrudnir. Gagnrad chiede a Vafthrudnir da dove provenga il dio dei Vani Njord, poiché, pur governando su molti hof e horg, Njord non è stato allevato tra gli Asi. Vafthrudnir risponde che Njord è stato creato nel Vanaheim da poteri avveduti e ricorda che Njord è stato scambiato come ostaggio durante la guerra tra gli Asi e i Vani. Inoltre, Vafthrudnir commenta che, quando il mondo finirà (durante il Ragnarok), Njord tornerà dai saggi Vani:
And gave him as a pledge to the gods;
At the fall of the world shall he far once more
e lo diedero in pegno agli dei;
Alla caduta del mondo, egli tornerà ad essere
nella dimora dei Vani così saggio.»
Nel capitolo 23 del libro Gylfaginning dell'Edda in prosa, la figura troneggiante di Har racconta che Njord fu allevato nel Vanaheimr, ma in seguito fu inviato come ostaggio agli Asi.

## Nella cultura di massa
Il regno di Vanaheim è uno dei regni non esplorabili nel videogioco God of War. Tuttavia sarà esplorabile nel sequel God of War Ragnarök, accessibile solo a partire dalla richiesta di Freya al protagonista Kratos di aiutarla a spezzare l’incantesimo di Odino che la tiene relegata a Midgard.